# Buchnera gracilis
Buchnera gracilis är en snyltrotsväxtart som beskrevs av Robert Brown. Buchnera gracilis ingår i släktet Buchnera och familjen snyltrotsväxter. Inga underarter finns listade i Catalogue of Life.